# Élections législatives de 1951 en Savoie
Les élections législatives françaises de 1951 se tiennent le 17 juin. Ce sont les deuxièmes élections législatives de la Quatrième République.

## Mode de scrutin
Représentation proportionnelle plurinominale suivant la méthode du plus fort reste dans 103 circonscriptions, conformément à la loi des apparentements : les listes qui se sont « apparentées » avant l'élection remportent tous les sièges de la circonscription si leurs voix ajoutées obtiennent la majorité absolue des suffrages exprimés. Il y a 629 sièges à pourvoir.
Le vote préférentiel est admis. 
Dans le département de la Savoie, trois députés sont à élire.

## Candidats

### Liste d'entente républicaine (Union des indépendants, paysans, républicains nationaux et UDSR)
| N° | Candidats | Candidats       | Parti | Principales fonctions                                                                                       |
| -- | --------- | --------------- | ----- | --- |
| 01 |           | Jean Delachenal | CNIP  | Député sortant, avocat, professeur de droit à la Faculté catholique, ancien déporté, Saint-Pierre-d'Albigny |
| 02 |           | Robert Barrier  | UDSR  | Conseiller général du canton d'Yenne, docteur en pharmacie, Aix-les-Bains                                   |
| 03 |           | Marcel Léger    | CNIP  | Ancien député, agriculteur à Notre-Dame-de-Briançon                                                         |

### Liste d'union républicaine résistante et antifasciste présentée par le PCF
| N° | Candidats | Candidats        | Parti | Principales fonctions                                 |
| -- | --------- | ---------------- | ----- | ----------------------------------------------------- |
| 01 |           | Auguste Mudry    | PCF   | Député sortant, électricien, maire de Bellentre       |
| 02 |           | Calixte Salvador | DVG   | Conseiller municipal d'Aix-les-Bains                  |
| 03 |           | Raymond Girard   | PCF   | Cultivateur, ancien résistant, Sainte-Marie-de-Cuines |

### Liste d'Union des gauches républicaines - Parti radical-socialiste - Section française de l'Internationale ouvrière - Rassemblement des gauches républicaines
| N° | Candidats | Candidats       | Parti       | Principales fonctions |
| -- | --------- | --------------- | ----------- | --- |
| 01 |           | Louis Sibué     | SFIO        | Ancien député, Vice-Président du conseil général, conseiller général du canton de Saint-Jean-de-Maurienne, professeur                              |
| 02 |           | Jean Mercier    | Radical     | Ancien déporté, ancien chef des mouvements unis de résistance en Savoie, Rosette de la Résistance, inspecteur des contributions directes, Chambéry |
| 03 |           | Pierre Michelon | RGR-Radical | Artisan marbrier, conseiller municipal d'Albertville                                                                                               |

### Liste du Mouvement républicain populaire
| N° | Candidats | Candidats       | Parti         | Principales fonctions                                         |
| -- | --------- | --------------- | ------------- | ------------------------------------------------------------- |
| 01 |           | Joseph Fontanet | MRP           | Directeur de cabinet du Secrétaire d'État à la santé publique |
| 02 |           | Joseph Dardel   | Divers centre | Cultivateur                                                   |
| 03 |           | Francis Salomon | Divers centre | Notaire                                                       |

### Liste du Rassemblement du peuple français
| N° | Candidats | Candidats        | Parti | Principales fonctions                         |
| -- | --------- | ---------------- | ----- | --------------------------------------------- |
| 01 |           | Édouard Tercinet | RPF   | Avocat, conseiller général de la Seine, Paris |
| 02 |           | Jean Resler      | RPF   | Agent de maitrise                             |
| 03 |           | Paul Germain     | RPF   | Ingénieur, conseiller municipal de Chambéry   |

### Liste du Rassemblement des groupes républicains et indépendants français
| N° | Candidats | Candidats             | Parti | Principales fonctions |
| -- | --------- | --------------------- | ----- | --------------------- |
| 01 |           | Paul Bonnet           | RGRIF | Industriel            |
| 02 |           | Mme Maurice Thomasset | RGRIF |                       |
| 03 |           | Emile Montagnon       | RGRIF | Employé de bureau     |

## Élus
| Député sortant    | Parti | Parti | Député élu ou réélu           | Parti | Parti |
| ----------------- | ----- | ----- | ----------------------------- | ----- | ----- |
| Pierre Cot        |       | URR   | Louis Sibué                   |       | SFIO  |
| Auguste Mudry     |       | PCF   | Robert Barrier décédé en 1955 |       | UDSR  |
| Joseph Delachenal |       | CNIP  | Joseph Delachenal             |       | CNIP  |

## Résultats

### Résultats à l'échelle du département
- Les listes CNIP-UDSR, SFIO-Rad-RGR et du MRP et  se sont apparentées.
- Leurs voix cumulées représentant plus de 50% des exprimés, tous les sièges sont répartis à la proportionnelle entre les partis apparentés.

| Parti    | Parti          | Tête de liste     | Résultats | Résultats | Sièges |  |
| Parti    | Parti          | Tête de liste     | Voix      | %         |        |  |
| -------- | -------------- | ----------------- | --------- | --------- | ------ |  |
|          | CNIP-UDSR *    | Joseph Delachenal | 35 551    | 34,52     | 2      |  |
|          | PCF            | Auguste Mudry     | 32 707    | 31,76     | 0      |  |
|          | SFIO-Rad-RGR * | Louis Sibué       | 13 734    | 13,34     | 1      |  |
|          | MRP *          | Joseph Fontanet   | 11 570    | 11,24     | 0      |  |
|          | RPF            | Édouard Tercinet  | 8 552     | 8,30      | 0      |  |
|          | RGRIF          | Paul Bonnet       | 0         | 0,00      | 0      |  |
|          |                |                   |           |           |        |  |
| Inscrits | Inscrits       | Inscrits          | 140 582   | 100,00    | 3      |  |
| Votants  | Votants        | Votants           | 104 753   | 74,51     |        |  |
| Exprimés | Exprimés       | Exprimés          | 102 986   | 98,31     |        |  |